# Премия имени Милана Фюшта
Премия имени Милана Фюшта (венг. Füst Milán-díj) — венгерская премия в области литературы, присуждаемая с 1975 года в память о писателе Милане Фюште. Премия вручается Литературным фондом имени Милана Фюшта, созданным на основе Фонда пропаганды венгерской культуры (который был учреждён Фюштом и которому он завещал доходы от продажи своих произведений) и работающим под патронатом Венгерской академии наук. Инициатива учреждения премии, присуждаемой от имени Фонда, принадлежала вдове писателя Эржебет Хелфер.

## Регламент
Попечительский совет Фонда объявляет конкурс и, после рассмотрения поступивших заявок, вручает Малую и Большую премии. Премии подтверждаются соответствующими дипломами, а Большая, кроме того, — бронзовой медалью. По словам Эржебет Хелфер, «премия призвана служить моральным стимулированием и материальным поощрением тем поэтам и прозаикам, кто на высоком художественном уровне, в русле литературного творчества и в созвучии с творческими принципами Милана Фюшта выражает интересы всеобщего прогресса человечества».
Призовой фонд формируется из процентов по помещенному на депозитарное хранение вкладу в сумме один миллион форинтов, открытому Эржебет Хелфер. Фонд переводчиков имени Милана Фюшта Венгерской Академии наук дополняет проценты по вкладу до размера премии в 250 000 форинтов на человека. Расходы по организации и проведению покрывает Министерство национального культурного наследия Венгерской Республики.

## Лауреаты премии
- 1978 — Петер Надаш
- 1980 — Миклош Сенткути
- 1983 — Петер Эстерхази, Имре Кертес
- 1986 — Геза Сёч
- 2005 — Дьёрдь Шпиро, Ласло Дарваши

### Лауреаты Премии среди иностранцев
С 1990 года Большой премией с одновременным вручением медалей было награждено 19 иностранцев из 11 стран мира, в том числе — россияне.
В 2000 году Попечительский совет выдвинул на соискание Большой премии проект «Антология средневековой венгерской поэзии в русских переводах», представленный независимой поэтической ассоциацией «Лютня Ориолы», действующей при Центральном доме литераторов в составе: Леонид Александрович Володарский, Иван Александрович Белокрылов, Ольга Анатольевна Володарская, Ирина Владимировна Ковалева. «Венгерская Академия Наук, принимая во внимание высокий художественный уровень и исключительную важность подобной работы, восполняющей пробелы в представлении русскоязычных читателей о венгерской литературе и культуре средневекового периода, наградила в 2001 году Володарского Л. А., Белокрылова И. А., Володарскую О. А., Ковалеву И. В. Большой премией имени Милана Фюшта» (из письма руководства Фонда). Медали и дипломы были вручены в Посольстве Венгерской Республики в Москве.
В 2009 году премия имени Милана Фюшта была вручена известной переводчице Татьяне Иосифовне Воронкиной.
В октябре 2011 года премии Фонда Милана Фюшта Венгерской академии наук за заслуги в области художественного перевода был удостоен доктор филологических наук, ведущий научный сотрудник Центра по изучению современных литератур Центральной и Юго-Восточной Европы Института славяноведения Юрий Павлович Гусев.